# 安娜·舍斯特伦
安娜·舍斯特伦（瑞典語：Anna Sjöström，1977年4月23日—），瑞典女子足球运动员。她曾代表瑞典国家队参加2003年国际足联女子世界杯。她也曾参加2004年夏季奥林匹克运动会。